# David Buckingham (akademiker)
David Dennis Buckingham, FBA FAcSS   (født 6. oktober 1954) er pensioneret medie-, kommunikations- og uddannelsesforsker.

## Karriere
David Dennis Buckingham blev født den 6. oktober 1954. Han afsluttede sine bachelorstudier ved Clare College, Cambridge i 1975. Herefter arbejdede han for Inner London Education Authority fra 1978 til 1984, mens han tog en mastergrad i filmstudier ved Polytechnic of Central London (afsluttet i 1982). I 1984 blev han ansat ved Institute of Educatation som underviser og afsluttede også en doktorgrad her i 1993 (med titlen "The development of television literacy: talk, text and context"). I 1999 blev han udnævnt til professor. Han forblev i sit professorat ved Institute of Education, indtil han tiltrådte et professorat ved Loughborough University i 2012. I 2014 gik han på pension i 2014 og blev udnævnt til emeritus.  

## Udvalgte publikationer
- - Children Talking Television: The Making of Television Literacy (Falmer, 1993).
  - Moving Images: Understanding Children's Emotional Responses to Television (Manchester University Press, 1996).
  - The Making of Citizens: Young People, News and Politics (Routledge, 2000).
  - After the Death of Childhood: Growing up in the Age of Electronic Media (Open University Press, 2000).
  - Media Education: Literacy, Learning and Contemporary Culture (Polity Press, 2003).
  - Beyond Technology: Children's Learning in the Age of Digital Culture (Wiley, 2007).
  - The Material Child: Growing Up in Consumer Culture (Wiley, 2011).